# Тацуёси, Дзёитиро
Дзёитиро Тацуёси (яп. 辰吉丈一郎; род. 15 мая 1970, Курасики, Окаяма) — японский боксёр, представитель легчайших весовых категорий. Выступал на профессиональном уровне в период 1989—2009 годов, владел титулом чемпиона мира по версии Всемирного боксёрского совета (WBC).

## Биография
Дзёитиро Тацуёси родился 15 мая 1970 года в городе Курасики префектуры Окаяма, Япония.
Заниматься боксом начал в раннем детстве под руководством своего отца, большого поклонника этого вида спорта. По окончании средней школы переехал на постоянное жительство в Осаку, где продолжил тренироваться и одновременно с этим подрабатывал в закусочных. В возрасте 17 лет стал чемпионом Японии среди любителей в легчайшей весовой категории, рассматривался в качестве кандидата на участие в летних Олимпийских играх 1988 года в Сеуле — местная газета региона Кансай называла его одним из лучших молодых боксёров страны. Его рекорд на любительском уровне 18-1-0.
Дебютировал на профессиональном уровне в сентябре 1989 года, отправив своего соперника в нокаут уже во втором раунде. Спустя год в четвёртом по счёту бою завоевал титул чемпиона Японии в легчайшем весе, нокаутировав соотечественника Сигэру Окабэ (16-1).
Благодаря череде удачных выступлений удостоился права оспорить титул чемпиона мира в легчайшем весе по версии Всемирного боксёрского совета (WBC), который на тот момент принадлежал американцу Грегу Ричардсону (29-4). Чемпионский бой между ними состоялся в сентябре 1991 года, Тацуёси преуспел больше, и в перерыве между десятым и одиннадцатым раундами Ричардсон отказался от дальнейшего продолжения поединка. Таким образом, Тацуёси стал чемпионом мира уже в восьмом своём профессиональном поединке — на то время это было самое быстрое завоевание мирового титула для японского бокса (в 2006 году это достижение повторил боксёр Нобуо Насиро, так же ставший чемпионом в восьмом поединке).
Защиту полученного чемпионского пояса Тацуёси провёл лишь через год, поскольку вынужден был восстанавливаться после полученной на тренировке травмы — разрыва сетчатки глаза. В качестве претендента выступил мексиканец Виктор Рабаналес (34-10-2), который за время отсутствия японского боксёра стал временным чемпионом WBC в легчайшем весе. В итоге Рабаналес выиграл техническим нокаутом в девятом раунде, нанеся Тацуёси первое поражение в карьере, и забрал чемпионский пояс себе.
В июле 1993 года состоялся ещё один бой между Дзёитиро Тацуёси и Виктором Рабаналесом, на сей раз их противостояние продлилось все отведённые 12 раундов, и судьи раздельным решением отдали победу японцу. Рабаналес в то время уже утратил титул, и на кону стоял пояс временного чемпиона WBC в легчайшем весе.
Позже у Тацуёси вновь возникли проблемы с сетчаткой левого глаза, он оставил свой чемпионский титул и вообще был близок к завершению карьеры. Тем не менее, после ещё одной длительной паузы в июле 1994 года он отправился боксировать на Гавайях, где нокаутировал мексиканца Хосефино Суареса (18-10-1) — после этой победы WBC восстановил его в статусе временного чемпиона.
В декабре 1994 года состоялся бой за звание бесспорного чемпиона WBC в легчайшем весе, Тацуёси вышел на ринг против действующего чемпиона Ясуэя Якусидзи (22-2-1) и, несмотря на статус фаворита, проиграл решением большинства судей.
В 1996 и 1997 годах дважды претендовал на титул чемпиона мира WBC во втором легчайшем весе, но оба раза уступил действующему чемпиону из Мексики Даниэлю Сарагосе (51-7-3).
Несмотря на проигрыши, Тацуёси продолжал активно выходить на ринг и в ноябре 1997 года встретился с непобеждённым тайцем Сиримонгколом Иамтхуамом (16-0), обладателем титула чемпиона мира WBC в легчайшем весе. Тогда уже мало кто верил в японского ветерана, но ему всё же удалось выиграть техническим нокаутом в седьмом раунде — тем самым спустя три года он вернул себе чемпионский титул.
Впоследствии Тацуёси сумел дважды защитить полученный чемпионский пояс, выиграв по очкам у аргентинца Хосе Рафаэля Сосы (30-11-5) и американца Поли Айялы (25-0). Лишился титула в рамках третьей защиты в декабре 1998 года, проиграв нокаутом в шестом раунде представителю Таиланда Вирапхолу Сахапрому (20-1-0).
В августе 1999 года состоялся повторный поединок с Вирапхолом Сахапромом (22-1-0), но таец вновь оказался лучшим, нанёс Тацуёси ещё одно досрочное поражение.
После двух подряд поражений от Сахапрома Дзёитиро Тацуёси объявил о завершении карьеры профессионального боксёра, однако вскоре передумал и возобновил тренировки. Его возвращение на ринг состоялось в декабре 2002 года, им был побеждён достаточно сильный таец Саен-Сор Плоенчит (44-1).
В сентябре 2003 года Тацуёси провёл ещё один бой, выиграв единогласным решением у малоизвестного мексиканца Хулио Сесара Авилы (22-14-1).
В связи с травмой колена фактически прекратил боксёрскую карьеру, хотя продолжал тренироваться вместе со своим сыном Дзюкией. В 2008 и 2009 годах ещё дважды выходил на ринг против двух малоизвестных тайских боксёров: в одном случае был победителем, в другом потерпел поражение. В общей сложности провёл на профессиональном уровне 28 боёв, из них 20 выиграл (в том числе 14 досрочно), 7 проиграл, тогда как в одном случае была зафиксирована ничья.